# 鴨方往来

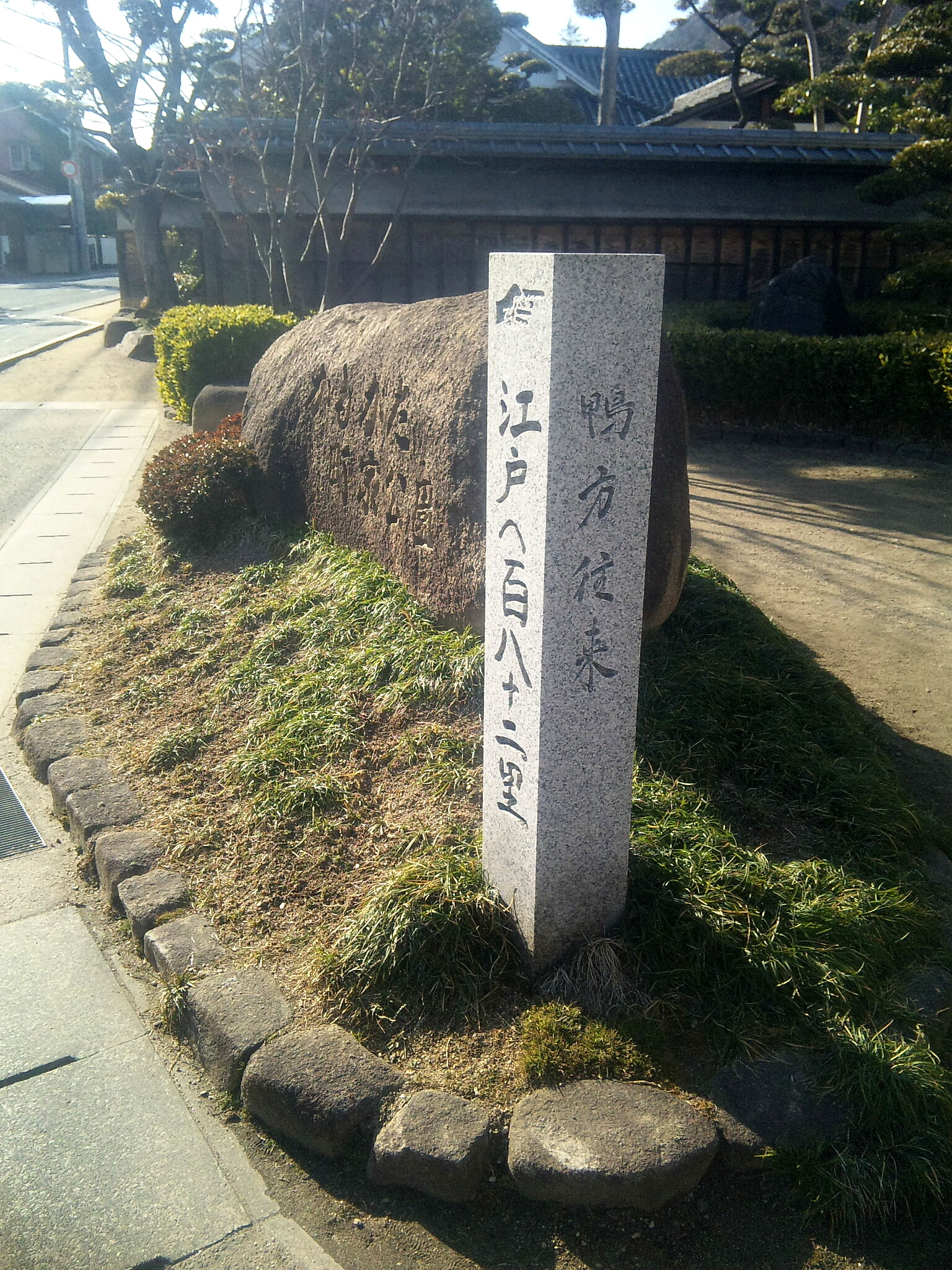
かもがた町家公園（まちやこうえん）横に設けられた道標モニュメント。1998年（平成10年）10月に設置された。（浅口市鴨方町鴨方）

鴨方往来（かもがたおうらい）とは、現在の岡山県浅口市鴨方町鴨方へ周辺各地から通じていた旧街道（往来）の総称である。旧鴨方往来ともいい、この中でも特に、岡山藩（備前国岡山城）と、その支藩の鴨方藩（備中国鴨方陣屋）を結んでいた岡山藩官道の名称、およびその延長線にあった道で構成される旧街道の総称として扱われている。

## 概要
岡山藩官道と、その延長線にあった道は、峠を越える場所を除き、かつて海岸線があった地域を通ることから、備中浜街道（びっちゅうはまかいどう）、または浜街道（はまかいどう）とも呼ばれ、内陸部を通る山陽道（近世山陽道）に対して、遙照山山系などで隔てた南側地域を進む。
なお、この鴨方往来の定義には諸説ある。
1. 岡山藩（岡山県岡山市）と、その支藩の鴨方藩（浅口市）を結ぶ道[1]。岡山藩六官道うちの一つ。
2. 1. を含む笠岡湊（笠岡市笠岡）までの道。
3. 1. を含む金ノ浦（笠岡市金浦）までの道。
4. 1. を含む備後国大門（広島県福山市大門町）までの道[2]。
5. 1. を含む福山城下（福山市）までの道[3]。
6. 1. を含む近世山陽道の津之郷（福山市津之郷町）までの道。

鴨方往来の定義は、地域や人、文献資料によって様々。特に鴨方以西は海岸線の後退により成立していることや、山陽道の代替路としても機能していたため、上方に続く道として上方道という別名をも持ち、上方道が転じての鴨方道ということも踏まえて、ここでは岡山市中心部から福山市津之郷町までを本街道として説明することとする。
鴨方より東は、江戸時代に岡山藩が備前国岡山城下を中心とした形で放射状に整備した岡山藩六官道のうちの一つ。宇喜多氏時代に岡山藩が岡山城下の北側にあった山陽道（西国街道）を城下内に誘導させ、そこから放射状に「松山往来」、「津山往来」、「倉敷往来」、「牛窓往来」、「金毘羅往来」、そして「鴨方往来」という形で6つの官道、すなわち岡山藩六官道を整備した。
岡山城下側における鴨方往来の起点は、栄町仙阿弥橋（岡山城三之曲輪）、現在の北区表町2丁目天満屋付近と推定され、当時は「町合所」がおかれていた。そこには城下内に誘導した山陽道が南北に通り、いわゆる城下の中心地であった。栄町仙阿弥橋より庭瀬、生坂（生坂藩 / 岡山新田藩）付近、長尾（新倉敷駅北地区）、占見（金光）などを経て鴨方に至る。旧庭瀬藩域（現在の岡山市北区における庭瀬・撫川地内）までの藩街道指定路は「金毘羅往来」と重複していた。
鴨方より西へは、雲州街道や石州街道と連結する商港でもあった笠岡、金ノ浦（金浦）などを経て、備後国福山城下に入り、芦田川を渡って津之郷にて山陽道（神辺宿 ‐ 今津宿の間。）と接続していた。

### 地域においての別名
金毘羅往来と重複する岡山城下から庭瀬までは「庭瀬往来」とも呼ばれていた。また、庭瀬以西は主要な通過点、目的地の地名を冠して呼ばれていた。
- 庭瀬から倉敷（倉敷市中心部）までを「倉敷道」[5]。
- 倉敷から見て、西を「玉島往来」[5]。
- 鴨方（浅口市鴨方町）から見て、東を「岡山往来」、西を「福山道」[6]。
- 福山城下（福山市中心部）から見て、東を「笠岡街道」・「上方道」、西を「尾道街道」・「九州道」。

このほか「西国街道」と呼ぶこともあった。その名残りもあって一次改築以前の国道2号（倉敷・浅口・笠岡経由）が県道だった時代（明治から昭和初期）には「西国県道」と呼ばれていた。

## 歴史
岡山藩主の池田光政の二男である政言が、光政の隠居に際し、新田開発の地となった浅口郡に二万五千石を分封され、新田藩を立藩したことにより、鴨方には陣屋が置かれ、本藩との間を短絡する「鴨方往来」の必要性が生じ、岡山藩六官道のうちの一つとして整備がなされる。

### 岡山藩六官道
岡山藩六官道のうち、「鴨方往来」以外は以下のとおり。
- 金毘羅往来
岡山城下から下津井湊（倉敷市下津井）に向う、金毘羅参りの道であり、四国への道でもある。途中までは鴨方往来と重複し、そこから下津井湊へは干拓の進展による関係で複数の経路が存在する。

- 松山往来
岡山城下から山陽道板倉宿までは山陽道と重複し、そこから備中高松 ‐ 総社 ‐ 美袋 を経て、備中松山藩の 備中松山城下（高梁市）に至る。

- 津山往来
岡山城下から金川 ‐ 福渡 ‐ 弓削 ‐ 亀甲を経て、津山藩の津山城下（津山市）に至る。

- 倉敷往来
岡山城下から牟佐 ‐ 町苅田 ‐ 周匝を経て、 出雲街道の林野（美作市）に至る。当時は、林野が「倉敷」と呼ばれていた。また、因幡国への道でもある。

- 牛窓往来
岡山城下から益野 ‐ 西大寺を経て牛窓（瀬戸内市）に至る。

## 経路
岡山城下からの「鴨方往来」の経路は以下のとおり。

### 岡山城下 - 庭瀬
当時の経路を辿ると、大供交差点の西までは、一次改築時の国道2号の経路であった通称「旧2号線」（国道250号および県道21号）とほぼ重なる経路で西へ進む。
大供からは市役所筋・県道173号の西側の道路がかつての往来にあたり、鹿田小学校の南を通る小径となる。道なりに進むと、大野辻あたりで旧2号線（県道162号）と交差し、北側へと渡る形になる。そして西進し、笹ヶ瀬川を川沿いに下り、旧2号線の南側へ。白石橋付近で西側へ渡り、久米地区へ入る。一方通行の標識が続く道が鴨方往来であると比定され、さらに西に進むとJR山陽本線と交差し、これを越えて庭瀬に入る。

### 庭瀬 - 高梁川
JR庭瀬駅前で県道151号を通過した後は、市街地を抜けて足守川を渡ると撫川地区である。次は川崎医科大学（松島）の看板を遠望に直進する。松島地区では中庄駅との間付近の小径をさらに進み、旧2号線と交差しこれを越える。倉敷北中学校を回り込む様に進むと、後はほぼ直進する。このあたりが生坂地区に一番近付くものの、鴨方往来自体はそこには向かわない。また、現在の倉敷へも寄らず、船穂に向けて直進する。JR西阿知駅まではかつての往来と並行する形で北側に県道60号が都市計画道路として整備されている。尚、この付近は明治の改修までは高梁川の東縁（東高梁川）であり、堤防道路の名残りがある。高梁川以西（郡の境は酒津付近から両高梁川の中程あたりに設定されていた。）が旧浅口郡（この頃の連島は浅口郡）である。
JR西阿知駅の北側では、近世と近代の鴨方往来（玉島街道）が分岐する。近世の鴨方往来は更に県道60号と並行して進み、船穂橋の手前では県道60号の北を進んで、高梁川（西高梁川）の堤防に到着する。一方、近代の鴨方往来となる玉島街道は、並行する旧2号線（国道429号）を追う形で連島に向かい、霞橋で高梁川（西高梁川）を渡り、玉島に入る。そして、玉島湊（玉島港）から鴨方陣屋に向かうものと、JR鴨方駅のある六条院地区を通り、鴨方陣屋には向かわず里庄へ向かうものとに分かれる。里庄へ向かうものは、のちに国道2号（一次改築前）となった。

### 高梁川 - 金光
ここでは、「鴨方往来」という街道名を踏まえ、鴨方を通らない近代の往来（玉島街道）ではなく、近世の往来について述べることとする。
高梁川（西高梁川）を渡り、船穂地区へ渡ると、堤防道路（右岸）として県道279号が通る。その堤防下道路がかつての往来にあたる。ここからは県道60号が経路に一致していることが多いが、近年改修が進み一部は近接地に新規路線として整備されている。船穂小学校付近では、道の脇を流れていた用水路（高瀬通し）をふさぐ形で道路を拡幅している。そのまま道なりに進んで行けば長尾地区に着く。
長尾地区は、玉島湊（玉島港）から箭田を経て美袋の松山往来に接続していた「玉島往来」と交わるところであり、古い町並みが残る。新幹線の高架付近までが長尾地区の中心であった。この付近の県道60号は、山陽自動車道との接続道路として路線が新設されたため、かつての往来は倉敷市道となっており、新幹線の高架手前を右折し、新しく整備された県道60号と交差（左折するとJR新倉敷駅〔旧玉島駅〕）した後、県道60号の北側を並行して進む。
中世までの海岸線はこのあたりであり、鴨方へと続くJR山陽本線付近の低地は水道を呈する海であった。そして亀山（由来は＜甕（かめ）（亀）山焼＞： 須恵器の流れを継ぐものとされ、特に鎌倉時代から室町時代前半にかけての約200年間に、大量に生産されここから搬出された。） から道口一帯の入江は、「甕の泊（もたいのとまり）」とよばれ、藤戸海峡（児島の北端）から連島の北を通り、甕の泊へと続く航路があった。ちなみに、「道口の津」からは山陽道矢掛宿へと続く富峠を越えの「矢掛往来」（矢掛側では「玉島往来」と呼ばれていた。）があることから、文字通り「道の口」に由来する地名と思われる。山陽道側には猿掛山（庄氏の本拠地）があり、当時この一帯を支配下におくことは重要な意味を持つものであったはずである。
富田地区で富峠へ向かう県道35号および矢掛往来と交差。富峠へ向かわずに富田橋北交差点を左折し、山あいをぬけると金光町下竹地区に続く。

### 金光 - 鴨方
浅口市金光町では経路に異論もあり、はっきりしない部分もあるとされている。阿坂峠越えや玉島湊方面から鴨方陣屋を目指す経路も「鴨方往来」と称することにあるが、ここでは『岡山県歴史の道調査報告書』に基づいて述べる。
改良された県道60号と合流後、別れて金光竹小学校の前を通る浅口市道がかつての往来である。そのまま金光学園を左手に見ながら進むと、最初の角からやや右手に曲がる小道がありそちらに続く。やがて県道60号にあと少しのところまで道はせまるが、ため池などのそばを西へ向かう。県道155号との交差後はふたたび県道60号となり、鴨山の麓を目指して西進し里見川の支流（鴨方川）を渡ると、いわゆる鴨方の旧陣屋街（本町地区）に入る。このあたりで道筋は幾度も折れ曲がる桝形を残し、陣屋の中心地であった事を思いおこさせる。手前は三日市と呼ばれた商工業の集積地であったが、現在は商店もまばらである。
陣屋の遺構としては、石垣・井戸がわずかに認められる。 現地案内板（浅口市文化財保護委員会による）の説明として、陣屋絵図に、表御門、溜長屋、御座敷、吟味場、御囲米御蔵、牢番詰所等の建物が描かれ、屋敷は東西約56.8m、南北約32.7mであることが記されている。

### 鴨方 - 笠岡
往来は県道60号と別れ、JR山陽本線の通る里庄町の里見地区へと伸びる。途中（JR西阿知駅の北）で別れた近代の往来（玉島街道）と合流し、その後、里庄東小学校、里庄中学校の前からは県道288号の北側に併走し、県道288号に一度合流した後は、笠岡市富岡地区に入り、JR山陽本線と並行する形で、JR笠岡駅前の北側へと続く。
ちなみに、里見地区から笠岡にかけては、かつて海岸線であったため、近世以前の往来はJR山陽本線と並行する形ではなく、県道60号と並行する形で内陸部を通っていた。

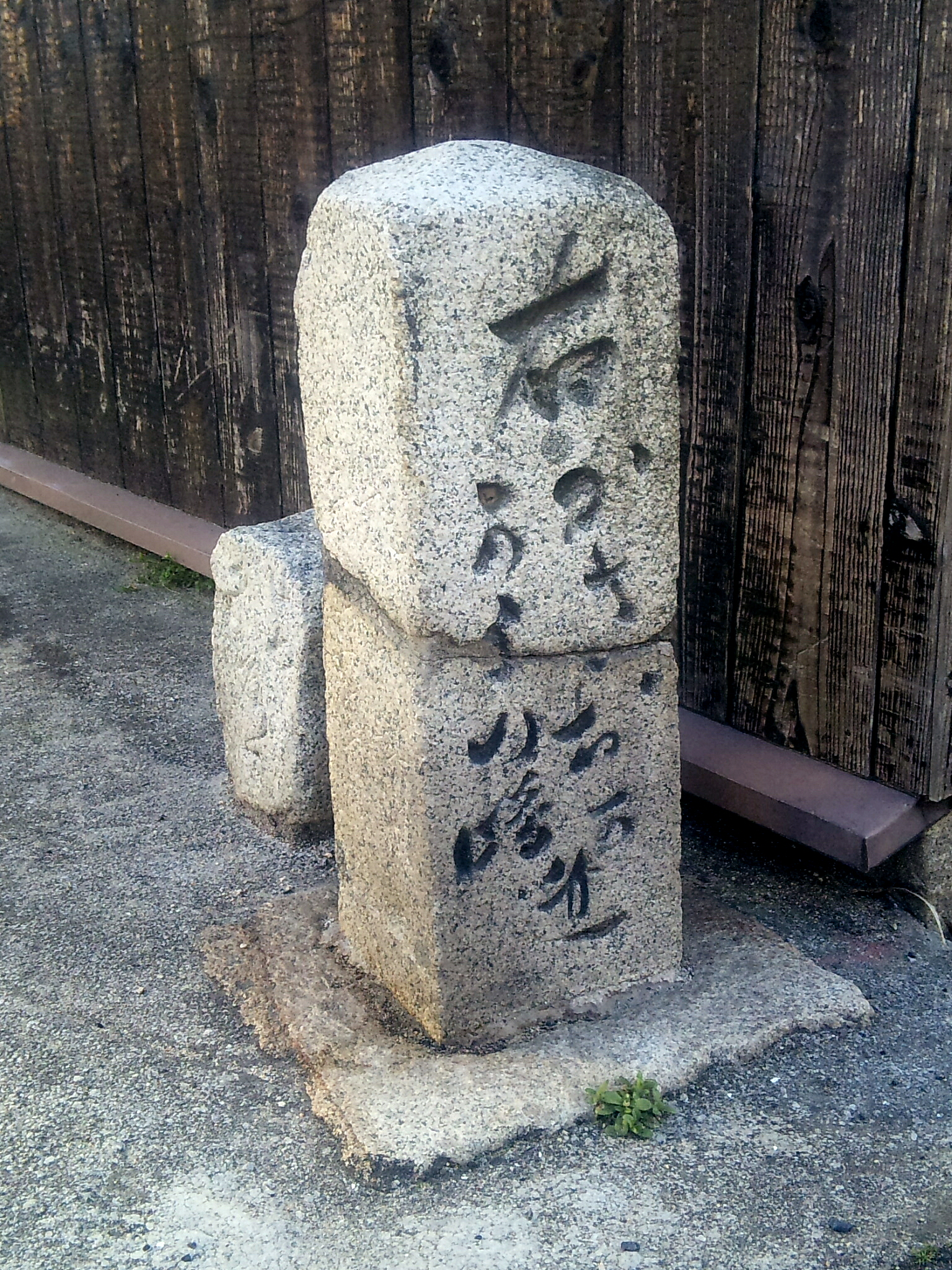
浅口市鴨方町鴨方の道標。
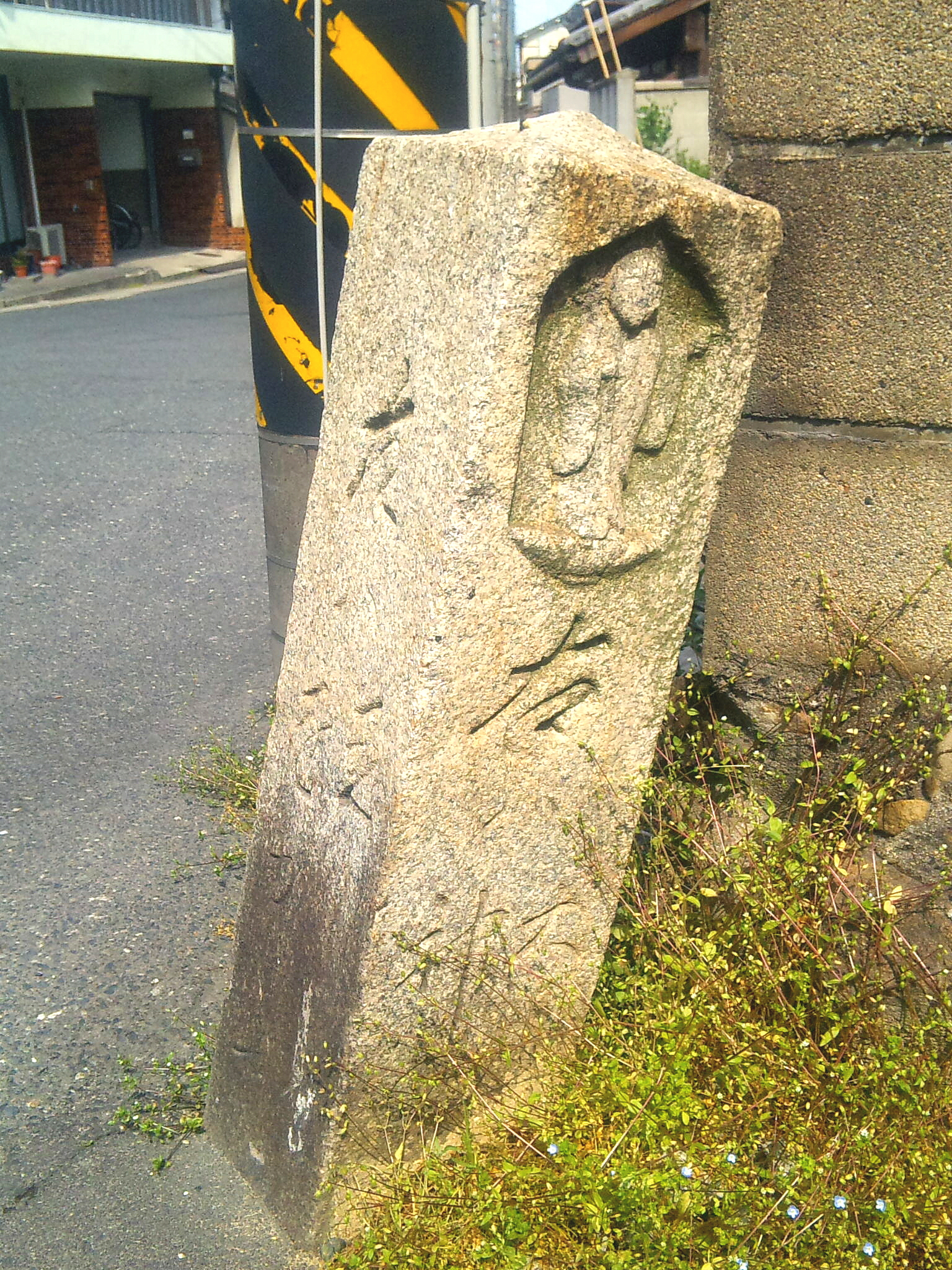
笠岡市富岡の道標。

### 笠岡 - 県境
JR笠岡駅前の北側から金浦地区に向う。笠岡駅前の北側の少し西では、雲州街道と呼ばれた「東城往来」が山陽道七日市宿（井原市）に向けて北に伸び、金浦地区（金ノ浦）では石州街道と呼ばれた「銀の道」が山陽道備後国分寺に向けて伸びる。鴨方往来は、雲州街道と石州街道をつなぎ、JR山陽本線と並行する形で広島県境（備後国境）へと向かう。
ちなみに、金浦地区以西はかつて海であったところを通っており、備後福山藩の水野氏による干拓（吉浜干拓）によって陸地化がなされる以前は石州街道（銀の道）に沿って坪生（広島県福山市坪生町）に向かい、内陸部（現在の広島県道379号などにあたる。）を通って福山に入っていた。1661年（寛文元年）、水野勝種4代目福山藩主の時代に吉浜干拓が完成し、干拓堤防が道として利用できるようになり、1732年（享保17年）に近世鴨方往来となる道筋が形成された。笠岡市吉浜の恵比寿様のお堂前にある大岩には「享保十七 壬子天此道成就 （みずのえねのとしこのみちじょうじゅす）」と刻まれており、岩山を切り開いて経路の付け替えを行ったものと考えられている。

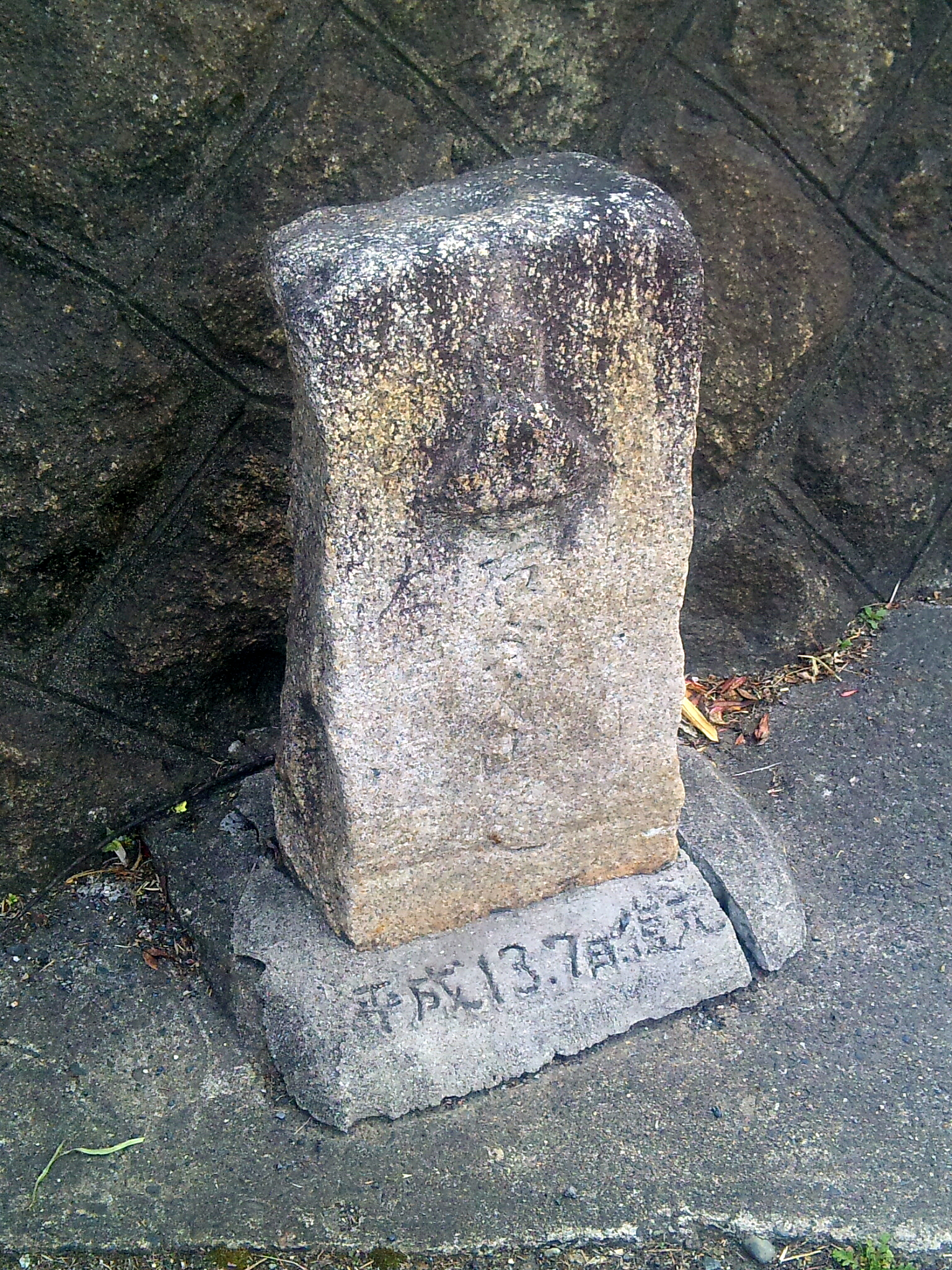
笠岡市金浦の道標。
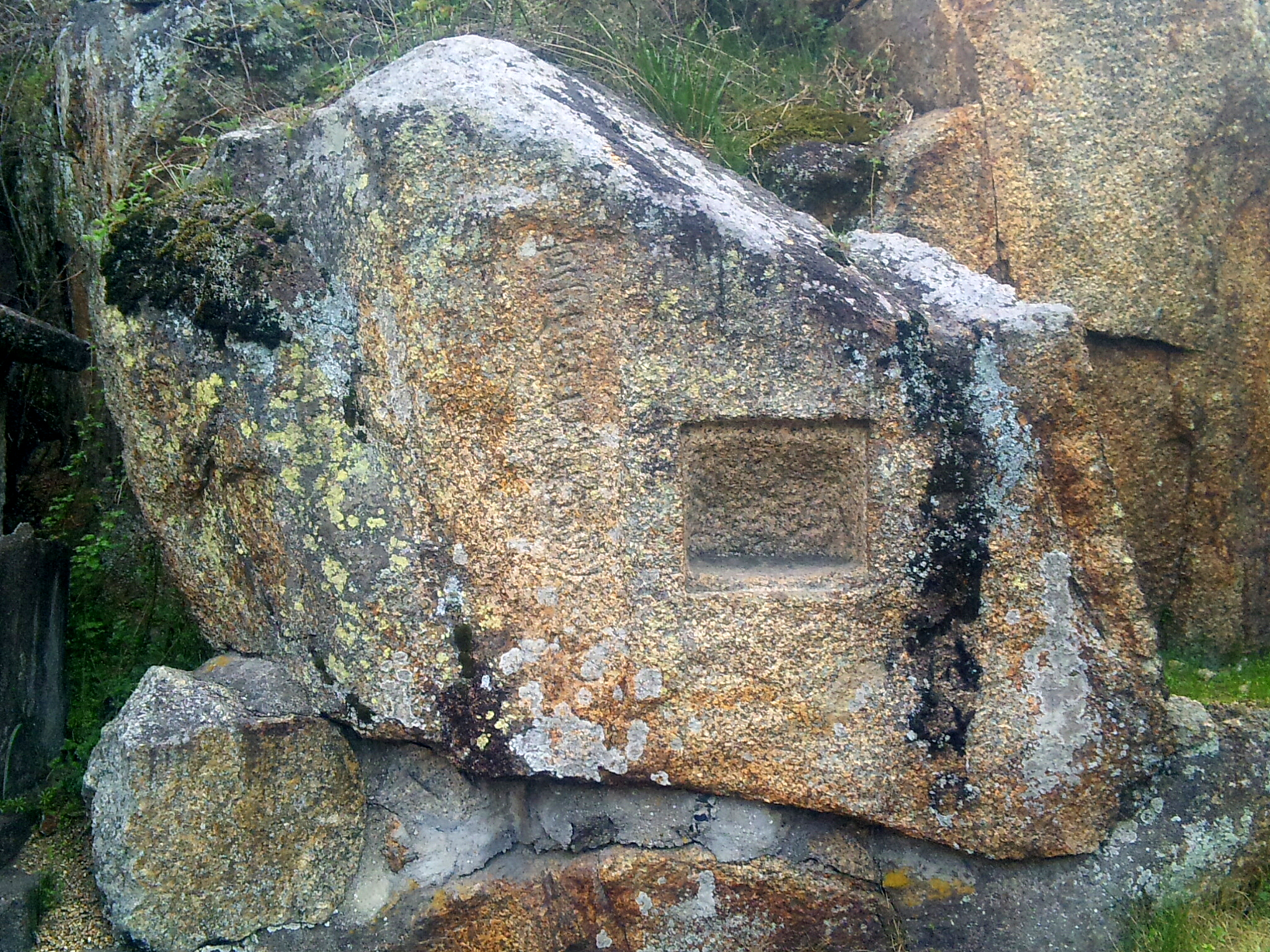
笠岡市吉浜の大岩に刻まれた開通記念碑。

### 県境 - 福山城下

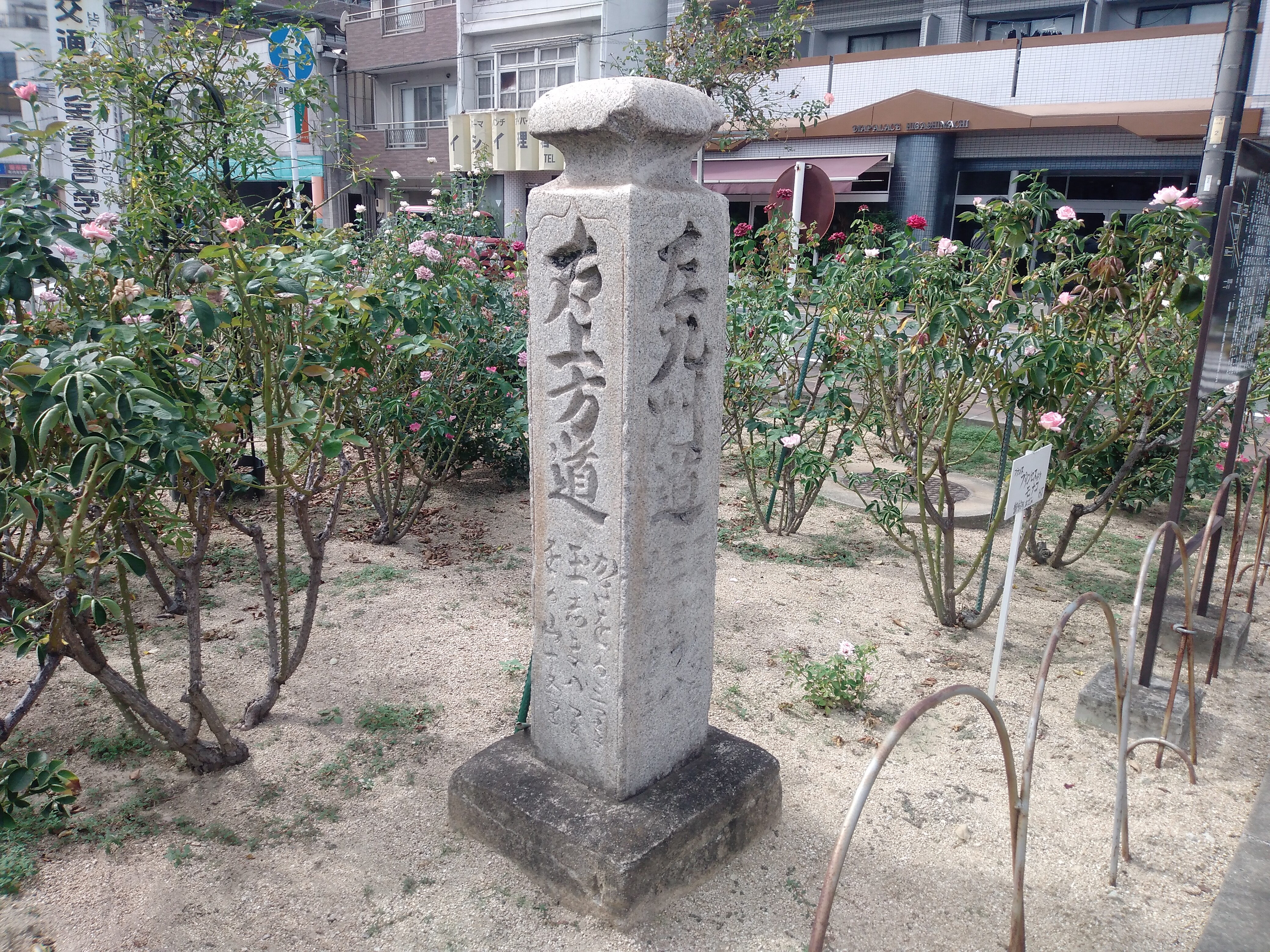
福山市御船町にある笠岡町道標。（2022年撮影）

広島県福山市のうち、県境より福山城下までの経路は次のとおり。
- 県境 - 大門（大門町大門） - 津之下（大門町津之下） - 日和峠（引野町） - 辻の坂（東深津町六丁目） - 三枚橋（薬師川〔吉津川〕） - 三吉陣屋跡（三吉町南一丁目） - 東町（東町一丁目）[10]

御船町一丁目のバス通り沿いには、元々は東町一丁目にあった「左 九州道 尾のみち五里 三はら八里 とも港三里」「右 上方道 かさおか三里 玉しま八里 をか山十六里」と刻まれた道標がある。
上記の城南地域に出る「笠岡街道」・「上方道」などと称していた道のほかに、津之下 - 能島 - 市（蔵王町） - 吉津（北吉津町）の経路で城北地域に出る「備中街道」・「浜街道」などと称していた道も存在した。こちらは山寄りを通り、かつての海岸線を思わせる蛇行した線形や、干拓によってできた低地より少し高い位置を通っているのが特徴で、県道379号の一部と並行している。

### 福山城下 - 近世山陽道

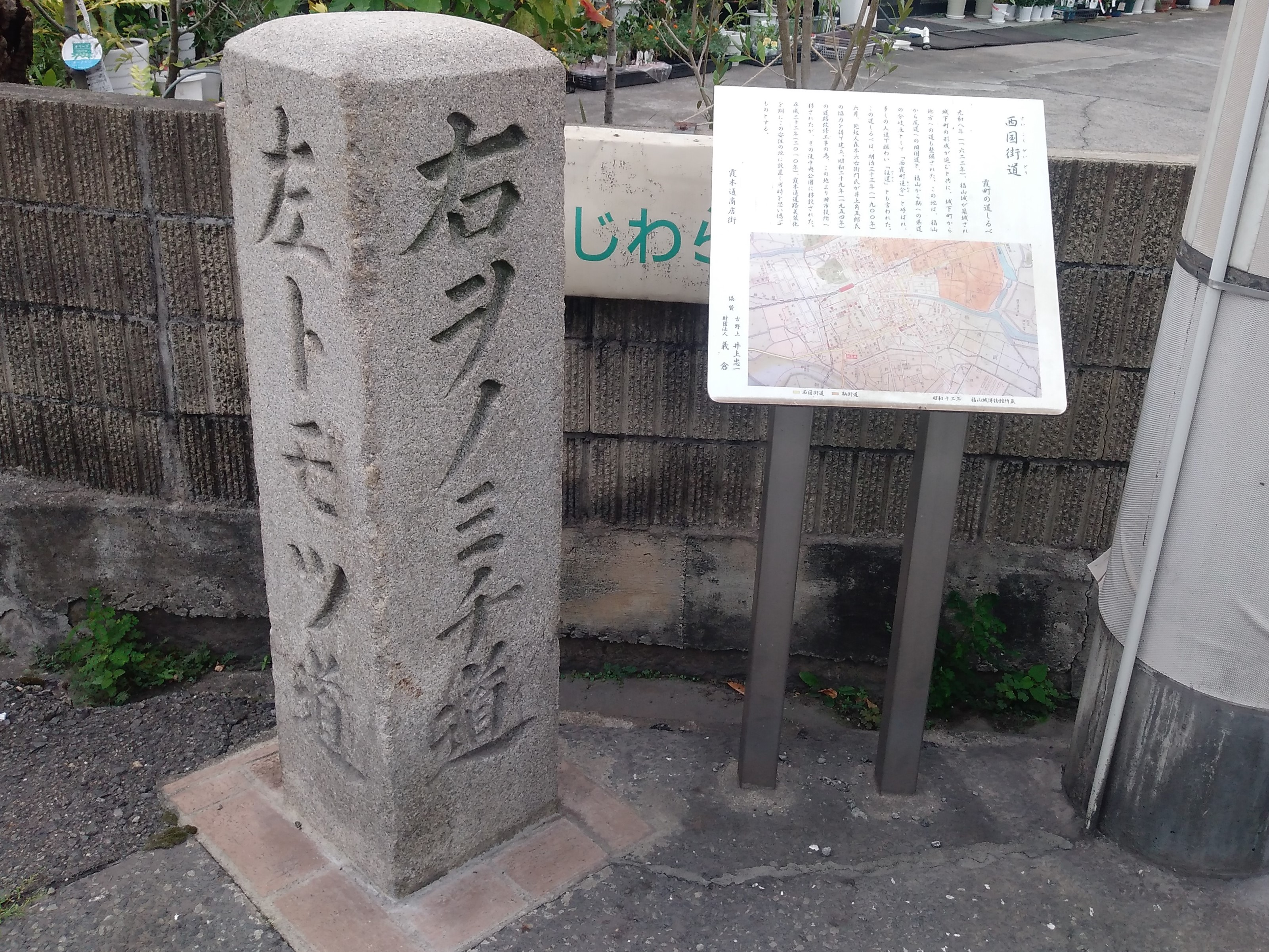
福山市霞町にある西霞追分の道標と案内板。このあたりでは「西国街道」と呼ばれていたようだ。（2022年撮影）

福山城下から近世山陽道までの経路は次のとおり。
- 西霞追分（霞町四丁目） - 芦田川 - 西神島（神島町） - 津之郷谷尻（津之郷町）

津之郷谷尻で近世山陽道と接続。この接続点に小林増太郎が1916年（大正5年）6月に建てた里程標には「右 福山一里八町 笠岡五里十二町 玉島十里六町 岡山十八里十五町」「左 神辺二里三十町 高屋四里二十七町 矢掛八里三十四町 岡山十八里十八町」とあった。

## 特徴
徒歩が中心の時代に整備されたものであるため、車社会においては、そのままでは対向は出来ないほどの道幅となっている。住居を移動させての拡幅はほぼ不可能なため、並行する形で道路を新設（数度わたる場合もある。）している箇所が殆どで、現在でもかつての往来の様子をうかがえる部分は多い。
街道の性格としては、海岸線の後退による新耕地を結ぶ形の東側の部分（高梁川あたりまで。）と、旧来の集落を結んだ既成の道を踏襲したと思われるような西側の部分で構成されている印象となっている。特に浅口市および里庄町内は古代の「郷」の中心地（有力な集落として継続している可能性もある。）を連絡しており、国府へ向かう「伝路」の痕跡を検証してもよい状況である。また、現在も周辺には学校・公共施設などが点在し、行政機関の統廃合の影響は生じているものの、集落の中心地であったことの名残りもうかがえる。
海岸線の後退により幾度も経路変更がなされており、変更以前の経路については不明な点が多い。しかも鴨方や笠岡の中心部を通らず、玉島道口から福山市内にかけて現在の山陽自動車道とほぼ並行するような形での古道も存在する。しかも、その古道上には、笠岡市入田において入田番所と呼ばれる番所跡もあり、時代によって経路がどのように変わっていったのかについて今後の解明が求められる。
岡山県において現在は笠岡市の一部（笠岡と金浦の間。）を除き、一致する部分はほとんどないものの、国道2号の路線構想の原型となっている。

## 明治時代以降
1877年（明治10年）の『全国道路等級調査』によると、庭瀬まで国道一等、倉敷まで国道三等、倉敷以西は県道に指定されていた。ただし、西阿知（倉敷市西阿知町） - 里庄（浅口郡里庄町）間は、玉島（倉敷市玉島） - 六条院（浅口市鴨方町六条院中）経由に切り替えられており、明治時代以前の鴨方往来のうち、西阿知 - 長尾（倉敷市玉島長尾）間は、1923年（大正12年）4月1日の郡制廃止により、「西阿知より又串渡船場、船穂を経て長尾橋に至る」（浅口郡内里程1里18町強）として郡道から県道に編入された。
都窪郡（岡山市・倉敷市の一部）では「岡山より来り御津郡大野村に於て四国街道と分れ、庭瀬を経て都窪郡撫川町に入り市街を貫き大橋を以て足守川を渡り、庄・中庄・菅生・萬壽の諸村及び倉敷町を過ぎて中洲村に入り、蛟水橋を以て東高梁川を渡り、水江を過ぎて浅口郡河内村に出で玉島を経て笠岡に至る」という経路で「玉島街道」と称する県道に指定されていた。
里庄では1873年（明治6年）に六条院から絵師（笠岡市絵師）に至る経路に改築され、浜街道改め「西国県道」と称する県道三等に指定されていた。
笠岡西本町から西浜（金浦）、大冝から福山へは里道として扱われ、1898年（明治24年）から県道昇格への請願を重ね、1919年（大正8年）道路法制定により、翌1920年（大正9年）4月から「県道福山笠岡線」に指定されていた。
1929年（昭和4年）に国道2号となる。

## 並行する現在の幹線道路
- 国道2号
- 国道250号
- 国道429号
- 岡山県道21号岡山児島線
- 岡山県道60号倉敷笠岡線
- 岡山県道162号岡山倉敷線
- 岡山県道173号大元停車場線
- 岡山県道288号園井里庄線
- 岡山県道289号東大戸金浦線
- 山陽自動車道